# Magyar névnapok listája dátum szerint
Magyarországon szokás a névnap megünneplése a születésnap mellett. Általában egy, néha két főbb névnap van egy napon, és több olyan, melyeket csak a részletesebb naptárak jelölnek. Szökőévben február 24-ével betoldanak egy úgynevezett szökőnapot, ilyenkor ezen a napon nem ünneplünk semmilyen névnapot, az eredetileg február 24–28-a közé eső névnapok pedig egy nappal hátrébb tolódnak.
A magyar névnapok betűrendes mutatóját lásd a magyar névnapok betűrendben címszónál.

## Lista hónapok szerint

### Január
1. Alpár, Fruzsina, Bazil
2. Ábel, Gergely, Vazul
3. Genovéva, Gyöngyvér, Benjámin, Dzsenifer, ((Jennifer))
4. Titusz, Leona, Angéla
5. Simon, Emília
6. Gáspár, Menyhért, Boldizsár
7. Attila, Etele, Ramóna, Rajmund, Bálint
8. Gyöngyvér, Keve, Szeverin, Szörény
9. Marcell, Juliánusz,
10. Melánia, Vilmos, Vilma
11. Ágota, Honoráta
12. Ernő, Erneszta, Tatjána
13. Veronika, Csongor, Yvett
14. Bódog, Félix
15. Lóránt, Loránd, Pál
16. Gusztáv, Marcell
17. Antal, Antónia
18. Margit, Piroska
19. Sára, Márta, Márió
20. Fábián, Sebestyén
21. Ágnes, Agnéta
22. Vince, Artúr,
23. Zelma, Rajmund, Emerencia, Emese, Freja, Frej
24. Timót, Ferenc
25. Pál, Henrik
26. Vanda, Paula, Timóteusz
27. Angéla, Angelika
28. Károly, Karola, Tamás
29. Adél, Valér
30. Martina, Gerda, Jácinta
31. Marcella, János

### Február
1. Ignác, Brigitta, Kincső, Renátó
2. Karolina, Karola, Aida
3. Balázs, Oszkár, Celerina
4. Ráhel, Csenge, Veronika, András
5. Ágota, Ingrid, Etelka, Léda
6. Dorottya, Dóra, Pál
7. Tódor, Rómeó, Richárd
8. Aranka, Jeromos
9. Abigél, Alex, Apollónia
10. Elvira
11. Bertold, Marietta
12. Lívia, Lídia, Eulália
13. Ella, Linda, Levente, Katalin
14. Bálint, Valentin, Cirill, Metód
15. Kolos, Györgyi, Georgina
16. Julianna, Lilla, Filippa
17. Donát
18. Bernadett, Simon, Zenkő
19. Zsuzsanna, Eliza, Konrád
20. Aladár, Álmos, Leó
21. Eleonóra, Zelmira, Péter
22. Gerzson, Margit, Zétény
23. Alfréd, Polikárp, Mirtill
24. *Mátyás, Jázmin
25. *Géza, Cézár, Vanda
26. *Viktor, Győző, Edina
27. *Ákos, Bátor, Gábor,
28. *Elemér, Oszvald, Román

*A szökőnap (24-e) utáni névnapok szökőévben hátrébb tolódnak. (Mátyás ugrása)

### Március
1. Albin, Albina, Leonita,
2. Lujza, Ágnes, Henrik, Magor
3. Kornélia, Kunigunda, Frigyes
4. Kázmér, Lúciusz, Zorán
5. Adorján, Adrián
6. Leonóra, Inez, Koletta, Felicitász
7. Tamás, Perpétua, Ubul
8. János, Zoltán, Apolka
9. Franciska, Fanni
10. Ildikó, Emil, Gusztáv
11. Szilárd, Tímea, Konstantin
12. Gergely, Maximilián
13. Krisztián, Ajtony, Egyed, Patrícia
14. Matild, Matilda, Tilla
15. Kristóf, Kelemen
16. Henrietta, Herbert
17. Gertrúd, Patrik
18. Sándor, Ede, Cirill
19. József, Bánk
20. Klaudia, Alexandra
21. Benedek, Bence, Miklós
22. Beáta, Izolda, Lea
23. Emőke, Botond, Ottó, Kartal
24. Gábor, Karina
25. Irén, Írisz, Lúcia
26. Emánuel, Emánuéla, Lara, Larissza, Árpád
27. Hajnalka, Lídia, Auguszta
28. Gedeon, Johanna
29. Auguszta, Bercel, Bertold
30. Zalán
31. Árpád, Benjámin, Benő

### Április
1. Hugó, Agád
2. Áron, Ferenc
3. Buda, Richárd, Hóvirág, Indira
4. Izidor
5. Vince, Irén, Teodóra
6. Vilmos, Bíborka, Taksony, Celesztin
7. Herman, János
8. Dénes, Valér, Valter
9. Erhard, Ákos, Döme
10. Zsolt, Ezékiel
11. Leó, Szaniszló, Glória
12. Gyula, Baldvin, Sába, Nara
13. Ida, Márton, Hermina
14. Tibor
15. Anasztázia, Tas, Oktávia
16. Csongor, Bernadett
17. Rudolf, Izidóra
18. Andrea, Ilma, Apolló, Aladár
19. Emma, Malvin, Zseraldina
20. Tivadar, Tihamér, Töhötöm
21. Konrád, Zelmira, Anzelm
22. Csilla, Noémi, Kájusz, Noé
23. Béla, Adalbert
24. György, Fidél, Debóra
25. Márk, Ányos, Mohamed
26. Ervin, Klétusz
27. Zita, Mariann, Anasztáz
28. Valéria, Péter
29. Péter, Katalin, Roberta
30. Katalin, Kitti, Zsófia, Piusz

### Május
1. Fülöp, Jakab, Zsaklin, Jefte, József, Valburga, Fédra
2. Zsigmond, Idir, Zoé
3. Tímea, Irma, Jakab, Fülöp
4. Mónika, Flórián
5. Györgyi, Irén
6. Ivett, Frida, Judit, Yvett
7. Gizella, Gusztáv, Bendegúz, Gália
8. Mihály, Győző
9. Gergely, Katinka, Alberta, Édua, Mira
10. Ármin, Pálma, Izidor
11. Ferenc, Sára
12. Pongrác
13. Szervác, Imola, Imelda
14. Bonifác, Gyöngyi
15. Bodza, Zsófia, Szonja, Döníz
16. Mózes, Botond, János
17. Paszkál, Ditmár, Rezeda, Lian
18. Erik, Alexandra, János, Hanga
19. Ivó, Iván, Milán
20. Bernát, Bernardin, Felícia
21. Konstantin, András
22. Júlia, Rita, Emil
23. Dezső, Vilmos,  Renáta
24. Eszter, Eliza, Vanessza
25. Orbán, Gergely
26. Fülöp, Evelin
27. Hella, Pelbárt, Ágoston
28. Emil, Csanád, Vilmos
29. Magdolna, Magda, Ervin, Léna
30. Janka, Zsanett, Johanna, Nándor
31. Angéla, Petronella

### Június
1. Tünde, Jusztinusz
2. Kármen, Anita, Péter, Marcellinusz
3. Klotild, Cecília, Károly, Kevin
4. Bulcsú, Kerény, Kerubin
5. Frézia, Zenke, Fatime,  Fatima, Bonifác
6. Norbert, Norberta, Cintia
7. Róbert, Robertina, Arianna, Fülöp, Roberta
8. Medárd, Helga
9. Félix, Előd, Annamária, Annabella
10. Margit,Gréta
11. Barnabás, Barangó
12. Villő, Orfeusz, Adelaida, Duru
13. Antal, Anett
14. Vazul, Elizeus, Herta
15. Jolán, Vid, Viola, Ariana
16. Jusztin, Jusztina,  Auréliusz
17. Laura, Alida, Alina, Szabolcs, Adolf, Bató
18. Arnold, Levente, Doloróza
19. Gyárfás, Romuald, Azurea, Zorka
20. Rafael, Dina
21. Alajos, Leila
22. Paulina, Tamás
23. Zoltán, Szultána
24. János, Iván
25. Vilmos, Viola, Vilma
26. János, Pál, Cirill
27. László, Sámson
28. Levente, Irén, Iréneusz
29. Péter, Pál, Adeliz, Adeliza, Emőke, Judit, Petra, Szulamit, Ivett
30. Pál

### Július
1. Tihamér, Annamária, Olivér, Áron
2. Ottó
3. Kornél, Soma, Tamás
4. Ulrik, Erzsébet, Fédra, Babett
5. Emese, Sarolta, Lotti, Antal, Nara
6. Csaba, Mária
7. Apollónia, Vilibald, Bene
8. Ellák, Edgár, Eperke, Zsóka
9. Lukrécia, Veronika, Hajnalka
10. Amália, Melina Engelbert, Ulrika
11. Nóra, Lili, Nelli, Benedek
12. Izabella, Dalma, Eleonóra
13. Jenő, Henrik
14. Örs, Stella, Kamil
15. Örkény, Henrik, Roland, Bonaventúra, Csegő
16. Valter, Irma
17. Endre, Elek, András
18. Szömér, Frigyes, Milla, Hedvig, Mirkó, Federikó
19. Emília
20. Illés, Margaréta
21. Dániel, Daniella, Lőrinc
22. Magdolna, Mária, Magda, Nara,Léna
23. Lenke, Brigitta, Apollinár
24. Kinga, Kunigunda, Kincső, Krisztina
25. Kristóf, Jakab
26. Panna, Anna, Anikó, Joakim
27. Olga, Liliána, Natália, Pantaleon
28. Szabolcs, Alina, Ince, Győző
29. Márta, Flóra
30. Judit, Xénia, Péter
31. Oszkár, Ignác, Bató

### Augusztus
1. Boglárka, Nimród, Alfonz
2. Lehel
3. Hermina, Lídia, Kamélia, Kíra, Mirtill
4. Domonkos, Dominik, János, Dominika
5. Krisztina
6. Berta, Bettina
7. Ibolya
8. László, Domonkos
9. Emőd, Román
10. Lőrinc, Blanka, Csilla
11. Zsuzsanna, Tiborc, Klára
12. Klára, Hilária, Diána
13. Ipoly, Ince, Vitália
14. Marcell, Maximilián
15. Mária
16. Ábrahám, Rókus
17. Jácint, Réka, Hetény
18. Ilona, Rajnald
19. Huba, Marián, Emília
20. István, Bernát
21. Sámuel, Hajna, Piusz
22. Menyhért, Mirjam, Merse
23. Bence, Róza, Szidónia
24. Bertalan, Aliz, Detre
25. Lajos, Patrícia
26. Izsó, Tália, Natália, Zamfira
27. Gáspár, Mónika
28. Ágoston, Mózes
29. Beatrix, Erna
30. Rózsa, Róza, Félix, Letícia
31. Erika, Bella, Arisztid, Hanga, Amina

### Szeptember
1. Egyed, Egon, Noémi, Tamara
2. Rebeka, Dorina, Renáta, Ingrid, István, Axel, Fédra
3. Hilda, Gergely
4. Rozália, Róza, Ida
5. Viktor, Lőrinc, Ofélia
6. Zakariás, Beáta, Brájen
7. Regina
8. Mária, Adrienn
9. Ádám, Péter
10. Nikolett, Hunor, Miklós
11. Teodóra, Jácint, Igor, Helga
12. Mária, Irma
13. Kornél, János
14. Szeréna, Roxána
15. Enikő, Melitta
16. Edit, Ciprián
17. Zsófia, Róbert
18. Diána, József
19. Vilhelmina, Januáriusz, Dorián
20. Friderika
21. Máté, Mirella, Jónás
22. Móric, Tamás
23. Tekla, Líviusz, Ila, Nara
24. Gellért, Gerda, Mercédesz, Dodo
25. Eufrozina, Kende
26. Jusztina, Kozma, Damján
27. Adalbert, Vince
28. Vencel, Salamon
29. Mihály, Gábor, Rafael Mirabella
30. Jeromos, Honória, Hunor

### Október
1. Malvin, Teréz
2. Petra, Örs
3. Helga, Évald
4. Ferenc, Hajnalka, Zorka
5. Aurél, Placid, Attila
6. Brúnó, Renáta, Renátó
7. Amália, Bekény
8. Koppány, Benedikta
9. Dénes, János
10. Gedeon, Ferenc, Bendegúz
11. Brigitta, Placida, Etel, Gitta
12. Miksa, Rezső, Edvin
13. Kálmán, Ede, Edvárd
14. Helén, Kaldixtusz
15. Teréz, Aranka
16. Gál, Margit, Hedvig
17. Hedvig, Ignác, Rudolf
18. Lukács, Jusztusz
19. Nándor, János, Pál
20. Vendel, Irén, Kleopátra
21. Orsolya, Zsolt
22. Előd, Szalóme, Kordélia
23. Gyöngyvér, János, Gyöngyi
24. Salamon, Antal
25. Blanka, Bianka, Dália,Beniel,Mór
26. Dömötör, Armand, Örs
27. Szabina, Antonietta
28. Simon, Szimonetta, Szimóna, Júdás, Tádé
29. Nárcisz, Melinda, Őzike
30. Alfonz, Zenóbia
31. Farkas, Rodrigó

### November
1. Marianna
2. Achilles, Bató
3. Győző, Márton
4. Károly, Karola
5. Imre, Zakariás, Tétény
6. Lénárd
7. Csenger, Rezső, Ernő, Florentin
8. Zsombor, Kolos, Gottfrid
9. Tivadar
10. Réka, András, Leó
11. Márton, Atád, Tódor
12. Jónás, Renátó, Jozafát
13. Szilvia, Szaniszló
14. Aliz, Vanda, Huba, Klementina
15. Albert, Lipót
16. Ödön, Margit
17. Hortenzia, Gergő, Dénes
18. Jenő, Noé
19. Erzsébet
20. Jolán, Zsolt, Ödön, Bódog
21. Olivér
22. Cecília, Filemon
23. Kelemen, Klementina, Kolumbán
24. Emma, Flóra, Virág, Emmaróza
25. Katalin, Liza, Katinka
26. Virág, Szvetlana, Konrád, Viktória, Milos
27. Virgil, Virgínia
28. Stefánia, Jakab
29. Taksony, Ilma, Filoména
30. András, Andor, Andrea

### December
1. Elza,  Blanka, Bonita
2. Melinda, Vivien, Aranka
3. Ferenc, Olívia
4. Borbála, Barbara, János
5. Vilma, Ünige, Csaba
6. Miklós, Csinszka, Gyopár, Gyopárka
7. Ambrus, Ambrózia
8. Mária, Emőke
9. Natália, Valéria, Filótea
10. Judit, Loretta, Eulália
11. Árpád, Árpádina, Damazusz
12. Gabriella, Johanna, Franciska
13. Luca, Otília, Lúcia, Éda, Tilia
14. Szilárda, Szilárd, János
15. Valér, Detre
16. Etelka, Aletta, Adelaida
17. Lázár, Olimpia
18. Auguszta, Gracián
19. Viola, Anasztáz
20. Teofil, Liberátusz
21. Tamás, Péter
22. Zénó, Flórián
23. Viktória, János
24. Ádám, Éva, Adél, Noé
25. Eugénia, Anasztázia, Noel
26. István
27. János, Teodor
28. Kamilla, Apor
29. Tamás, Tamara
30. Dávid, Hunor, Libériusz
31. Szilveszter, Donáta